# Impala (empresa)
Impala S.A. es una productora de cine con sede en Madrid, fundada por el productor español José Antonio Sáinz de Vicuña en 1960.
Impala ha ocupado un puesto eminente en la industria cinematográfica española; su catálogo, compuesto por más de un centenar de largometrajes, constituye uno de los más extensos y prestigiosos del cine español e incluye películas realizadas por directores de primera fila como Vicente Aranda, Mario Camus, Luis García Berlanga, Manuel Summers, José Luis Garci, Jaime Chávarri, Emilio Martínez Lázaro… y títulos cumbre del cine español como “Las bicicletas son para el verano”, “La Escopeta Nacional”, “Camila” o “Yo, "El Vaquilla"”.
Muchos de estos títulos han obtenido diversas nominaciones y premios en festivales internacionales como Cannes, Berlinale, Moscú, San Sebastián y Venecia, además de 2 nominaciones a los Oscar por película extranjera. Además, varias de sus últimas coproducciones, como “El otro lado de la cama”, “Los dos lados de la cama” o “Dos tipos duros”, han permitido alcanzar a Impala los primeros puestos en taquilla.
Cabe destacar, además, su incursión en el mundo del teatro, con “El otro lado de la cama” (con más de un año en los teatros españoles), “El cartero de Neruda” o la versión teatral “Cinco horas con Mario”, de Miguel Delibes.
La filosofía de Impala siempre ha estado orientada a la apuesta por los nuevos formatos audiovisuales y los nuevos creadores. Además de cine y teatro, Impala ha producido y coproducido diferentes programas, series de TV y documentales.

## Filmografía
| TITULO                                    | TERRITORIO                                     | AÑO  | DIRECTOR                         |
| ----------------------------------------- | ---------------------------------------------- | ---- | -------------------------------- |
| PRODUCCIONES                              |                                                |      |                                  |
| 127 millones libres de impuestos          | Mundo                                          | 1980 | Pedro Masó                       |
| Álbum de familia                          | España y Andorra                               | 1990 | Luis Galvao                      |
| Amor y deditos del pie                    | Mundo                                          | 1990 | Luis Felipe Rocha                |
| Ángeles gordos                            | Mundo                                          | 1980 | Manuel Summers                   |
| Cacique Bandeira                          | Mundo                                          | 1977 | Héctor Olivera                   |
| Café, coca y puro                         | Mundo                                          | 1984 | Antonio del Real                 |
| Call Girl                                 | Mundo                                          | 1976 | Eugenio Martín                   |
| Camila                                    | España y Portugal                              | 1984 | María Luisa Bemberg              |
| Cecilia                                   | España y Portugal                              | 1982 | Humberto Solás                   |
| Dancing Machine                           | España y Portugal                              | 1990 | Gilles Behat                     |
| Del rosa al amarillo                      | Mundo, excepto USA, Canadá y Dinamarca         | 1963 | Manuel Summers                   |
| El amor del Capitán Brando                | Mundo                                          | 1973 | Jaime de Armiñán                 |
| El Vengador Gusticiero                    | Mundo                                          | 1976 | Forges                           |
| El Cabezota                               | Mundo, excepto continente americano y Antillas | 1982 | Francisco Lara Polop             |
| El Comisario G                            | Mundo                                          | 1974 | Fernando Merino                  |
| El Crack                                  | Mundo                                          | 1981 | José Luis Garci                  |
| El divorcio que viene                     | Mundo                                          | 1980 | Pedro Masó                       |
| El extraño viaje                          | Mundo                                          | 1964 | Fernando Fernán Gómez            |
| Experiencia prematrimonial                | Mundo                                          | 1972 | Pedro Masó                       |
| Freddy, el Croupier                       | Mundo                                          | 1982 | Álvaro Sáenz de Heredia          |
| Hierba Salvaje                            | Mundo                                          | 1978 | Luis María Delgado               |
| Jó, papá                                  | Mundo                                          | 1975 | Jaime de Armiñán                 |
| La Escopeta Nacional                      | Mundo                                          | 1977 | Luis García Berlanga             |
| La Espada Negra                           | Mundo                                          | 1976 | Francisco Rovira Beleta          |
| La Joven Casada                           | Mundo                                          | 1975 | Mario Camus                      |
| La Lola dicen que no vive sola            | Mundo                                          | 1969 | Jaime de Armiñán                 |
| La Mano Negra (75%)                       | Mundo                                          | 1980 | Fernando Colomo                  |
| La menor                                  | Mundo                                          | 1976 | Pedro Masó                       |
| La miel                                   | Mundo                                          | 1979 | Pedro Masó                       |
| La niña de luto                           | Mundo                                          | 1964 | Manuel Summers                   |
| Las bicicletas son para el verano         | España                                         | 1984 | Jaime Chávarri                   |
| Las fantasías de Cuni                     | Mundo                                          | 1984 | Joaquín Romero Marchent          |
| Los días del pasado                       | Mundo                                          | 1977 | Mario Camus                      |
| Los pájaros de Baden Baden                | Mundo                                          | 1973 | Mario Camus                      |
| Los restos del naufragio (66%)            | España                                         | 1978 | Ricardo Franco                   |
| Mi profesora particular                   | Mundo                                          | 1978 | Jaime Camino                     |
| Ni se te ocurra                           | España                                         | 1991 | Luis María Delgado               |
| Niñas al salón                            | Mundo                                          | 1977 | Vicente Escrivá                  |
| Nunca es tarde                            | Mundo                                          | 1977 | Jaime de Armiñán                 |
| Nunca estuve en Viena                     | España                                         | 1991 | Antonio Larreta                  |
| País S.A.                                 | Mundo                                          | 1975 | Forges                           |
| Pepito Piscinas                           | Mundo                                          | 1977 | Luis María Delgado               |
| Pisito de solteras                        | Mundo                                          | 1978 | Fernando Merino                  |
| Policía                                   | Mundo                                          | 1987 | Álvaro Sáenz de Heredia          |
| Por qué te engaña tu marido               | Mundo                                          | 1968 | Manuel Summers                   |
| Señoritas de uniforme                     | Mundo                                          | 1976 | Luis María Delgado               |
| Sevilla Connection                        | España                                         | 1992 | José Ramón Larraz                |
| Tengamos la guerra en paz                 | Mundo                                          | 1977 | Eugenio Martín                   |
| Un hombre como los demás                  | Mundo                                          | 1974 | Pedro Masó                       |
| Un trabajo tranquilo                      | España                                         | 1973 | Pasquale Festa                   |
| Una señora estupenda                      | Mundo                                          | 1967 | Eugenio Martín                   |
| Urtain                                    | Mundo                                          | 1969 | Manuel Summers                   |
| Violines y trompetas                      | Mundo                                          | 1984 | Rafael Romero Marchent           |
| Yo, "El Vaquilla"                         | Mundo                                          | 1985 | José Antonio de la Loma          |
| CO-PRODUCCIONES                           |                                                |      |                                  |
| 8 citas (50%)                             | Mundo                                          | 2008 | Peris Romano y Rodrigo Sorogoyen |
| 99.9 (50%)                                | Mundo                                          | 1997 | Agustín Villaronga               |
| Algunas chicas (50%)                      | Mundo                                          | 2001 | Ana Díez                         |
| Asesinato en el comité central (20%)      | Mundo                                          | 1981 | Vicente Aranda                   |
| Cambio de sexo (50%)                      | Mundo                                          | 1976 | Vicente Aranda                   |
| Clara es el precio (50%)                  | Mundo                                          | 1974 | Vicente Aranda                   |
| Dos tipos duros (33%)                     | Mundo                                          | 2003 | Juan Martínez Moreno             |
| El laberinto griego (50%)                 | España                                         | 1991 | Rafael Alcázar                   |
| El otro lado de la cama (25%)             | Mundo                                          | 2002 | Emilio Martínez Lázaro           |
| Ensalada Baudelaire (25%)                 | España                                         | 1978 | Leopoldo Pomes                   |
| Gitano (12,5%)                            | Mundo                                          | 2000 | Manuel Palacios                  |
| Hacerse el sueco (50%)                    | España                                         | 2001 | Daniel Díaz Torres               |
| Los dos lados de la cama (25%)            | Mundo                                          | 2005 | Emilio Martínez Lázaro           |
| Mi querida señorita (15%)                 | Mundo                                          | 1971 | Jaime de Armiñán                 |
| Sentados al borde de la mañana (71%)      | Mundo                                          | 1978 | Antonio Betancor                 |
| Últimas tardes con Teresa (30%)           | Mundo                                          | 1984 | Gonzalo Herralde                 |
| DOCUMENTALES                              |                                                |      |                                  |
| Adaptación: colonizando el Planeta Tierra |                                                | 1998 | Fernando González                |
| El legado del emperador amarillo          |                                                | 2000 | Pedro Carvajal                   |
| El tercer planeta I & II                  |                                                | 1999 | José Manuel Novoa                |
| En el laberindo del Tíbet                 |                                                | 1999 | Fernando Bauluz                  |
| Galindez                                  |                                                | 2001 | Ana Díez                         |
| Herederos de La Tierra                    |                                                | 2002 | Gerardo Olivares                 |
| Iboga: sociedad secreta del bueti         |                                                | 1999 | José Manuel Novoa                |
| La mafia en La Habana                     |                                                | 1999 | Ana Díez                         |
| La perla negra                            |                                                | 2001 | Manuel Morales                   |
| La senda de los Zíngaros                  |                                                | 2001 | Nico Roa                         |
| Moradores del Himalaya                    |                                                | 1999 | Gerardo Olivares                 |
| Nómadas                                   |                                                | 2000 | José Manuel Novoa                |
| Shadus:hombres santos de la India         |                                                | 2001 | Larry Levene                     |
| Una nube sobre Bhopal                     |                                                | 2001 | Gerardo Olivares                 |
| TEATRO                                    |                                                |      |                                  |
| El otro lado de la cama                   |                                                | 2004 | Josep Maria Mestres              |
| El cartero de Neruda                      |                                                | 2005 | José Sámano                      |